# Alberto Mourão
Alberto Pereira Mourão (São Paulo, 26 de abril de 1954) é um advogado, empresário e político brasileiro, filiado ao MDB. Que serviu como deputado federal e atualmente é o atual prefeito de Praia Grande.

## Carreira profissional
Formou-se em Direito pela Universidade Católica de Santos (UniSantos) e é um empresário da construção civil.

## Carreira política
Mourão iniciou sua carreira política nas eleições de 1982, quando cumpriu seu mandato de vereador de Praia Grande de 1983 a 1988 – tendo presidido a Câmara Municipal no biênio 1987/88.
Em 1988, foi eleito o vice-prefeito de Praia Grande na chapa de Dorivaldo Dozinho Loria Júnior. Além da vice-prefeitura, ocupou também o cargo de Secretário Municipal da Educação, do então prefeito Dozinho.
Foi eleito o prefeito de Praia Grande em 1992, tendo cumprido entre 1993 e 1996 o seu primeiro mandato de prefeito. Em 1996, elegeu como sucessor o então vice-prefeito Ricardo Yamauti.
Em 1998, foi eleito deputado federal pelo PMDB. Exerceu seu mandato até o ano 2000, quando foi eleito prefeito de Praia Grande pela segunda vez.
Deixou o PMDB em 30 de maio de 2003 e filiou-se ao PSDB, tendo sido reeleito prefeito em 2004 – cumprindo o terceiro mandato como o prefeito de Praia Grande entre 2005 e 2008.
Nas eleições gerais no Brasil em 2010, Mourão se candidatou a deputado federal por São Paulo. Obteve mais de cem mil votos, ficando como suplente.Porém, assumiu como suplente nessa legislatura por duas vezes, entre 14 de fevereiro de 2011 e 12 de junho de 2012, e entre 14 de agosto de 2012 e 26 de dezembro de 2012, quando renunciou pra assumir a prefeitura de Praia Grande pela quarta vez.
Nas eleições de 2012, Mourão foi eleito para seu quarto mandato de prefeito de Praia Grande, obtendo mais de 78 mil votos, o equivalente a 62,45% dos votos válidos.
Nas eleições de 2016, foi reeleito para seu quinto mandato de prefeito de Praia Grande (2017-2020), obtendo 102.073 votos, equivalentes a 76,03% dos votos válidos.
Atualmente filiado ao MDB, foi candidato pela terceira vez a deputado federal nas eleições de 2022, sendo eleito com 114 mil votos.

## Controvérsias

### Esquema de desvio de verbas no BNDES
Em 2008 a Polícia Federal apontou Mourão como um dos beneficiários do esquema de desvio de verbas no BNDES, revelado pela Operação Santa Tereza. Num depoimento como testemunha prestado em 14 de outubro de 2008 no Conselho de Ética da Câmara sobre o caso do deputado Paulo Pereira da Silva (Paulinho) Mourão negou que ele ou alguém da sua equipe tenha participado de reunião na Força Sindical para tratar de financiamento do Banco Nacional de Desenvolvimento Econômico e Social (BNDES) para obras de saneamento no seu município. Em 2 de junho de 2009 Mourão foi denunciado pelo Ministério Público Federal em São Paulo, denúncia  por peculato e corrupção passiva aceita pela Justiça em 15 de junho de 2009 (número do processo: 2008.61.81.006228-8)